# タトラ山脈
タトラ山脈（ポーランド語・スロバキア語: Tatry）は、ポーランド南部からスロバキア北部に広がる山脈。ポーランドとスロバキアの国境に位置し、両国の自然的国境を形成している。東西約55km、南北約17kmでうち約80%がスロバキア領、残りの20%がポーランド領に含まれる。スロバキアを象徴する山であり、スロバキアの国歌（Nad Tatrou sa blýska、稲妻がタトラの上を走り去り）にも歌われている。
景観保護のため、1949年にタトラ山脈は国立公園に指定された（スロバキアのタトラ国立公園、ポーランドのタトラ国立公園）。両方ともユネスコの自然保護区世界ネットワークに登録され、1992年には人間と生物圏計画に基づき、自然保護区世界ネットワークに越境自然保護区に指定されている。

## 語源
タトラ山脈のことについて最初に言及があったのは999年のことで、ボヘミア公ボレスラフ2世が死に際にボヘミア公国がトリトリ山脈というところまで広がったことを回想した文書が始めとされている。次に1086年にハインリヒ4世が文書でトリトリ山脈にあるプラハ教区に関して言及している。さらに1125年のプラハのコスマスによる年代記「ボヘミア年代記」でタトリという名前が出てくる。
チェコの言語学者ヴァーツラフ・マチェックは、名前はスラヴ語起源でないことを主張し、タトラと呼ばれるヘルツェゴヴィナ高地との関連からイリュリア語起源とするポーランドの言語学者ヤン・ミハウ・ロズワドフスキの説に言及して、名前は地元住民から取られたのではないかとしている。

## 概要
カルパティア山脈の北辺に含まれるタトラ山脈は最も高い山と変化に富んだ地形が特徴で、結晶片岩、花崗岩、片麻岩からなる。山脈の西側（西タトラ山脈）は氷河地形と高原草地が混ざり合い、東側（東タトラ山脈）は切り立った崖と氷河地形で構成される。山脈に含まれる氷河地形には、カール、氷河湖、堆石地などが挙げられる。東部でも特に険阻な地形はヴィソケー・タトラ（高タトラ山脈）と呼ばれ、スロバキアの最高峰ゲルラホウスキー峰（ゲルラホフスカ、約2655m）、スラウコウスキー峰などが連なっている。山間部にはプレソと呼ばれる湖が点在する。ヴィソケー・タトラの南には、ニスケ・タトラ（低タトラ山脈）が東西約120kmにわたって広がる。タトラ山脈という語は一般的にヴィソケー・タトラを指して使われるが、広義ではニスケ・タトラも含まれる。

## 自然
タトラ山脈は中央ヨーロッパの温帯に位置する。タトラ山脈は気流の動きを妨げている障壁となっていて、この地の山岳地形は多様な気候を生み出している。

### 降水量
山脈で最も降水量が多いのは北側で6月と7月の降水量は約250mmになる。降水日数は年間で215日～228日程度となっている。そのうち、雷雨は平均36日。

### 積雪量

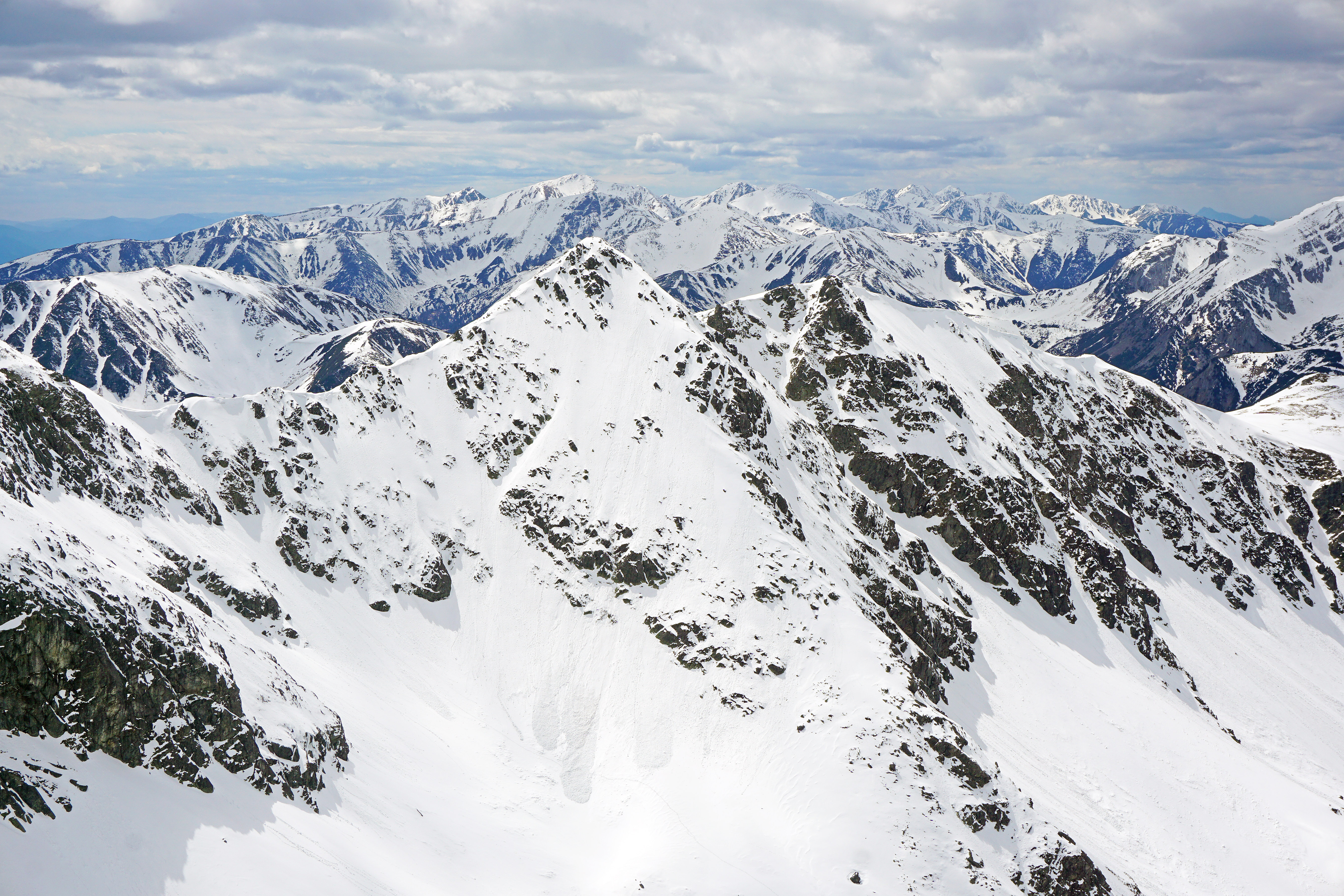
雪に覆われたタトラ山脈

ポーランド領内にある山頂のカスプローウィー・ヴィエルヒの最大降雪量は388cm、スロバキア領内にある山頂のロムニスキー山の最大降雪量は204cmとなっている。
山頂は1年中雪と氷に覆われていて、雪崩が頻繁に起こる。

### 気温
気温は寒い時期では-40℃で温かい時期には33℃になる。山頂では0℃以下になる日が192日も続く。

### 風

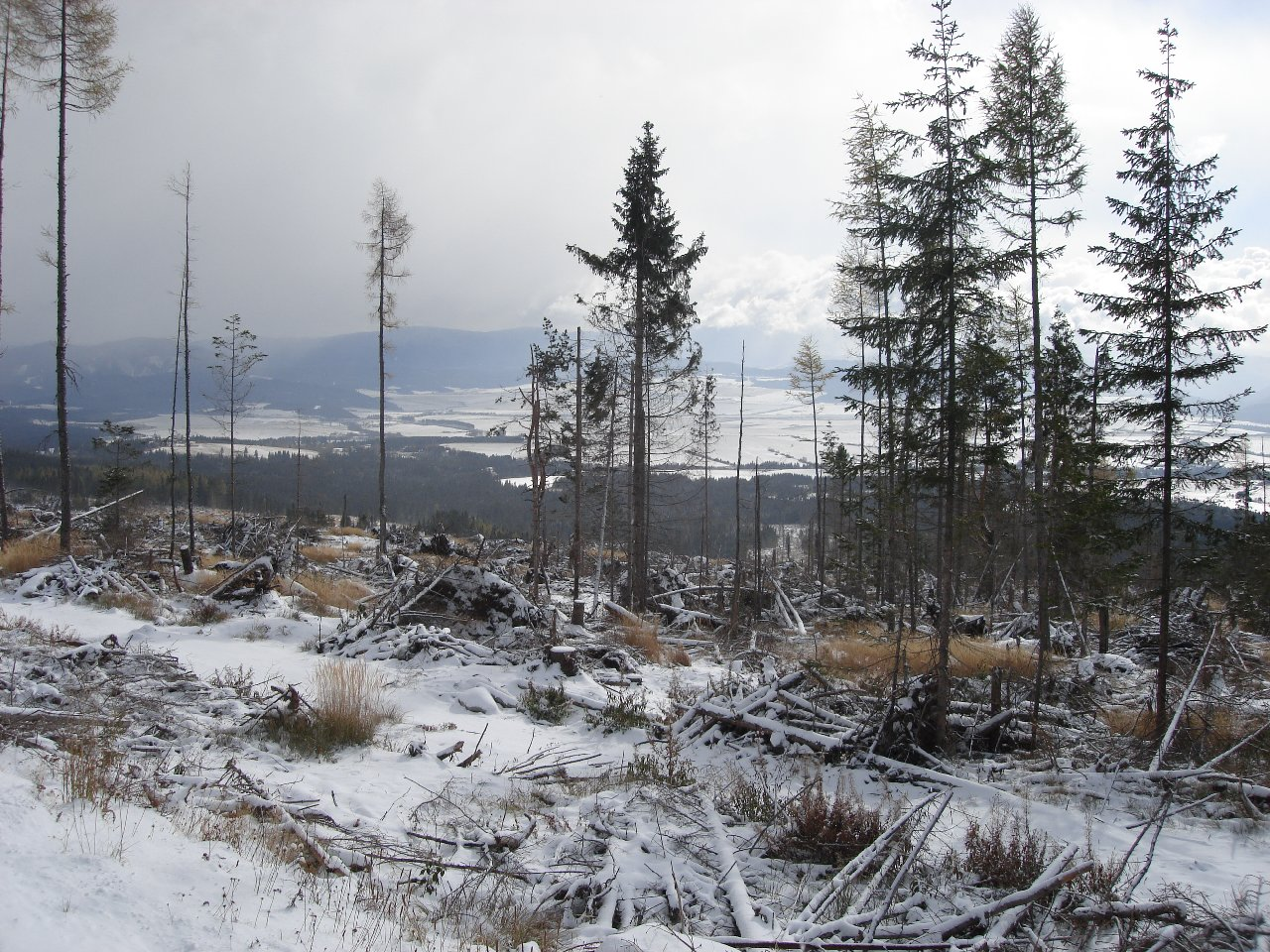
スロバキアにおいて2004年に起きた暴風雨の影響

山頂の平均風速は毎秒6メートルとなっている。
- 北側では南風が吹く。
- タトラ山麓のオラヴァ（ポーランド語版）＝ノウィ・タルグ盆地では西風が吹く。
- 10月から5月まではフェーン現象がよく発生し、甚大な被害をもたらしている。
- 1968年5月6日に最大風速時速288キロメートルを記録したことがある[14]。

2004年11月19日には高タトラ山脈の南スロバキアにおいて暴風雨が発生し、森林に被害を与えた。これにより300万立方メートル分の木が根こそぎにされ、2人が死亡し、さらにはいくつかの村落が孤立する事態となった。そして森林火災も発生したことにより被害は拡大し、生態系が乱れることにもなった。

### 動物と植生

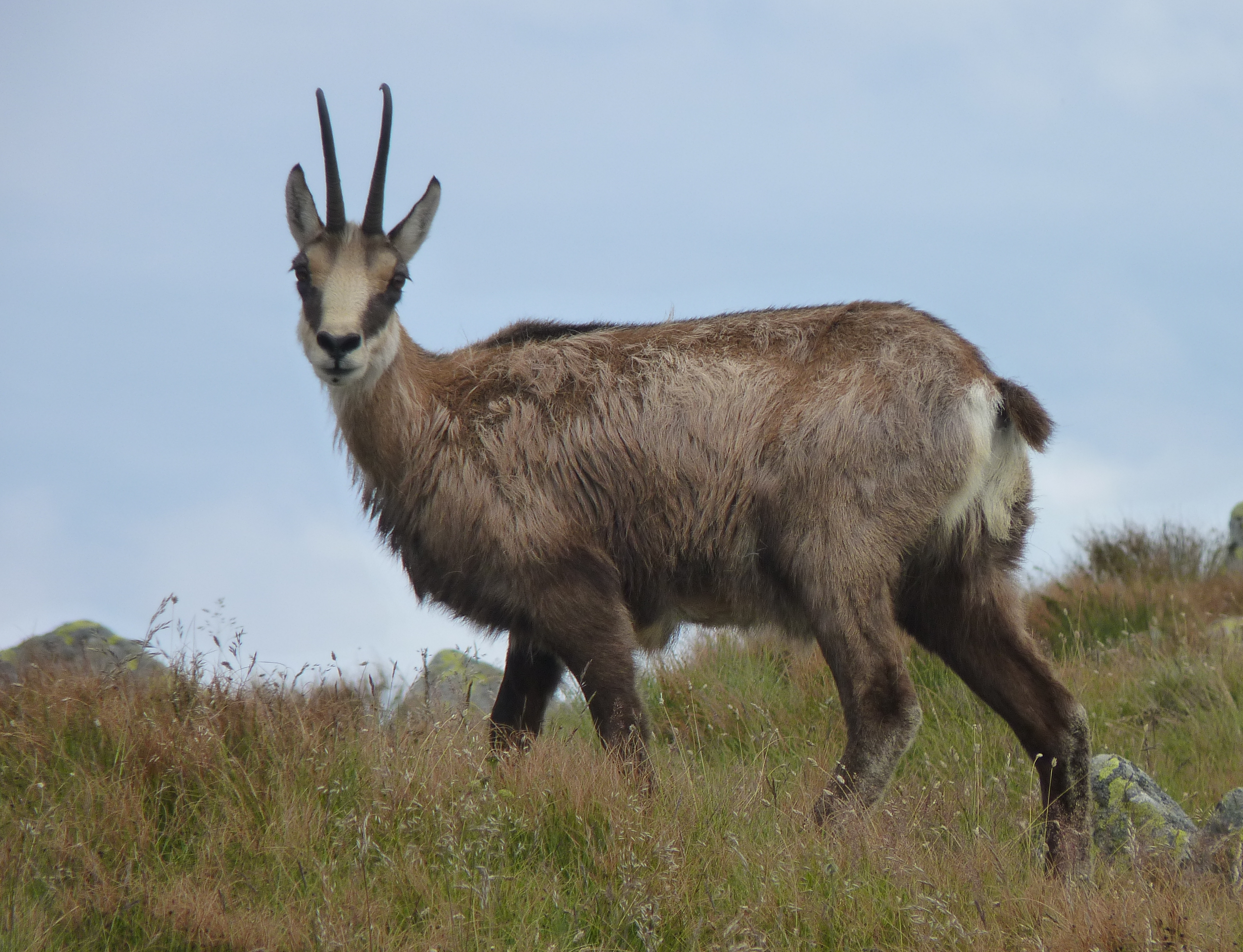
タトラ・シャモア

苦灰岩と石灰岩のカルスト地形、峡谷、滝、湖、岩山などの地形のほか、ヨーロッパブナの生える低山地・亜高山帯の森林、モンタナマツ林、ユンクス・トリフィドゥス（英語版）の生える高山草原および亜恒雪帯の植生がある動植物相が豊かな地域で、マーモット（アルプスマーモット）、カモシカ、ユーラシアヒグマ、オオヤマネコ、ヨーロッパオオカミ、ヨーロッパユキハタネズミ、シャモアなどが生息している。ポーランド国内のドゥドヴェ・スタフキ湖群、シヴェ・スタフキ湖群、モルスキェ・オコ湖、ヴィエルキ・スタフ湖、チャルニ・スタフ・ポド・ルィサミ湖などの氷河湖およびパニシュチツァチ渓谷、スーチャ・ヴォダ・ゴンシェニツォワ渓谷、トポロヴィ・スタフ・ヴィジュニ湖とスムレチニスキ・スタフ湖の泥炭地のボグ、フェン、沼地とトウヒ属の森林はラムサール条約登録地である。氷河湖周辺にはヒメワタスゲとタカネイが生え、カルパティア山脈にあるオガワコマドリの唯一の繁殖地である。湿原一帯にはタカネハリスゲ、ヤチスゲ、ミズゴケが生え、キバライモリ、イイジマルリボシヤンマ、クモマエゾトンボ、ヨーロッパオオライチョウなどが生息している。

## 文化

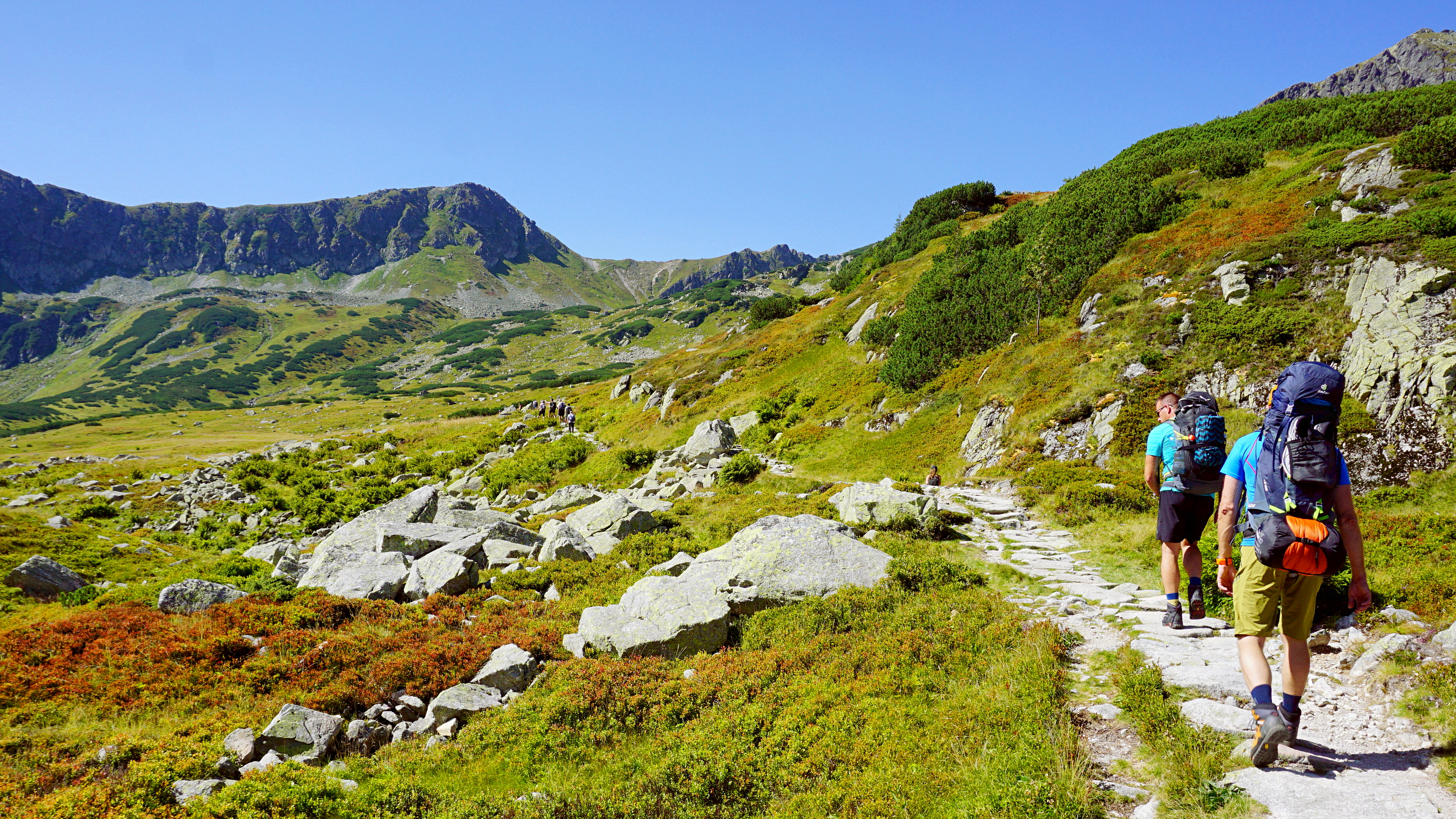
ポーランド側のタトラ山脈でハイキングをする旅行者

16世紀には、クリヴァンで金の採掘が行われていた。1944年のスロバキア民衆蜂起の際に、タトラ山脈はパルチザンの拠点となった。また、20世紀に入ってタトラ山脈の観光地化が進められ、避暑地、ウィンタースポーツの施設が点在する地域となった。ポーランド領のザコパネ、スロバキア領のスタリー・スモコヴェツなどが避暑地として知られている。スロバキア領では、多くの電車やバスの発着地であるポプラト（ポプラト＝タトリ空港とポプラト＝タトリ駅がある）がヴィソケー・タトラへの入り口となっている。タトラ電気鉄道でポプラドと結ばれているスタリー・スモコヴェツが、滞在の拠点となっている。タトランスカー・ロムニツァからは、タトラ山脈で3番目に高いロムニツキー・シュティートの山頂に向かうロープウェイが運行されている。